# Clubhouse (muziek)
Clubhouse is een vorm van dansmuziek en nader gespecificeerd een substroming van house die zich voornamelijk kenmerkt door vrolijke melodieën en vocals. Ondanks deze vaak vrolijke melodie is het een stevigere vorm dan de house zelf, wat zich onder meer uit in een licht hoger aantal beats per minute (BPM). Begin jaren 90 van de 20e eeuw brak het genre door, bijvoorbeeld in de iT in Amsterdam, waar DJ Jean platen draait, en de Danssalon in Eindhoven. 
Hoewel het zeker geen puur Nederlands fenomeen is, speelt Nederland in die tijd een belangrijke rol in de clubhouse. Labels als Fresh Fruit Records en Work Records spelen nationaal en internationaal een belangrijke rol. In de Top 40 staan in deze tijd diverse clubhouse-platen genoteerd.
Later in de jaren 90 neemt trance het stokje over als populairste dancestroming, maar clubhouse blijft voortbestaan. Artiesten als Olav Basoski produceren anno 2006 nog steeds bijna alleen maar clubhouse.
Sinds 2006 is Clubhouse weer helemaal terug als de grootste dancestroming van Nederland, maar de stroming wordt nu simpelweg als 'house' aangeduid, terwijl in de jaren 90 van 'clubhouse' werd gesproken en tussen 1999 en 2005 van 'club'.
De populariteit van (club)house in 2006 en 2007 is voornamelijk te danken aan Erick E en DJ Roog en hun Housequakefeesten, die samen met de Sneakerzfeesten een jong publiek aanspreken. Deze feesten vinden voornamelijk plaats in de Panama in Amsterdam en Paard van Troje in Den Haag en op beachclub Brunotti in Scheveningen, maar Housequake vindt inmiddels op verschillende locaties in heel Nederland plaats. In de zomer vinden zowel Sneakerz als Housequake plaats op het strand van Bloemendaal bij BLM 9.
Naast Erick E en DJ Roog als trendzetters zijn er de afgelopen jaren een aantal goede Nederlandse House DJ's en producers meegenomen in de 'stroming', waaronder Gregor Salto, Lucien Foort, Sidney Samson, Don Diablo en Laidback Luke.
De grote aandacht voor housemuziek in 2005 en 2006 is ook te danken aan een aantal grote clubhits, die in vele clubs gedraaid werden:
- Bodyrox - Yeah, Yeah (D Ramirez Mix)
- Fedde le Grand - Put Your Hands Up 4 Detroit!
- Erick E - The Beat Is Rocking

## House-dj's & -producers
- DJ Jean
- Erick E
- Fedde le Grand
- Gregor Salto
- Laidback Luke
- Olav Basoski
- Roog
- Sidney Samson
- Vato Gonzalez